# 10637 Heimlich
10637 Heimlich este o planetă minoră (asteroid), cu un diametru de 14,318 km, din centura de asteroizi. A fost descoperită pe 26 august 1998 la Observatorul European Austral de Eric Walter Elst și a fost numită după Henry Heimlich⁠(d). 
Obiectul prezintă o orbită caracterizată de o semiaxă mare de 3,1766081 UAi, o excentricitate de 0,02, o înclinație de 13,70159 ° în raport cu ecliptica.